# دالی مدیسون
دالی مدیسون (انگلیسی: Dolley Payne Todd Madison؛ ۲۰ مهٔ ۱۷۶۸ – ۱۲ ژوئیهٔ ۱۸۴۹) یک سیاست‌مدار اهل ایالات متحده آمریکا بود. وی همسر جیمز مدیسون، چهارمین رئیس جمهور ایالات متحده آمریکا، چهارمین بانوی اول ایالات متحده بود.